# Antonio Giovinazzi
Antonio Giovinazzi, född den 14 december 1993 i Martina Franca, är en italiensk racerförare som tidigare körde i Formel 1.
Giovinazzi startade sin professionella racingkarriär 2012 med att vinna  Formula Masters China. 2013 vann han det brittiska F3-mästerskapet och tävlade även i det europeiska F3-mästerskapet, där han tog en sjuttondeplats i mästerskapet. Han fortsatte i den europeiska serien 2014, då han lyckades förbättra sjuttondeplatsen från året innan till en sjätteplats. Giovinazzi fortsatte i serien under 2015.
Från Formel 1-säsongen 2017 är Giovinazzi reservförare i Scuderia Ferrari. Under de två inledande loppen 2017 var han utlånad till Sauber där han ersatte Pascal Wehrlein som ådragit sig skador under Race of Champions i januari.
Från säsongen 2019 till och med säsongen 2021 körde Giovinazzi för Alfa Romeo. Den 16 november 2021 tillkännagav Alfa Romeo att Antonio Giovinazzi skulle lämna efter 2021. Giovinazzi har planer på att köra i Formel E.

## Formel 1-karriär
| Säsong            | Stall/Tillverkare | Placering         | Lopp | Poäng | Etta | Tvåa | Trea | Pole | Varv |
| ----------------- | ----------------- | ----------------- | ---- | ----- | ---- | ---- | ---- | ---- | ---- |
| 2017              | Sauber            | 22                | 2    | 0     | 0    | 0    | 0    | 0    | 0    |
| 2019              | Alfa Romeo Racing | 17                | 21   | 14    | 0    | 0    | 0    | 0    | 0    |
| 2020              | Alfa Romeo Racing | 17                | 17   | 4     | 0    | 0    | 0    | 0    | 0    |
| 2021              | Alfa Romeo Racing | 18                | 22   | 3     | 0    | 0    | 0    | 0    | 0    |
| Sammanlagt (2021) | Sammanlagt (2021) | Sammanlagt (2021) | 62   | 21    | 0    | 0    | 0    | 0    | 0    |